# Incident du 26 février
 (mai 2012).
Si vous disposez d'ouvrages ou d'articles de référence ou si vous connaissez des sites web de qualité traitant du thème abordé ici, merci de compléter l'article en donnant les références utiles à sa vérifiabilité et en les liant à la section « Notes et références ».
L'incident du 26 février (二・二六事件 Ni-niroku jiken) ou « incident 2-2-6 » est une tentative de coup d'État qui eut lieu au Japon, du 26 au 29 février 1936, organisée par la faction ultra-nationaliste de l'Armée impériale japonaise, les partisans de la voie impériale inspirée par l'idée de restauration de Shōwa. Plusieurs hommes politiques furent assassinés et le centre de Tokyo fut pendant une courte période aux mains des insurgés avant que le putsch ne soit réprimé. Les motivations des auteurs de la tentative étaient similaires à celles exprimées par les assassins de la Ligue du Sang et par les officiers à l'origine de l'incident du 15 mai 1932 : restaurer l'empire, les traditions et l'indépendance du Japon vis-à-vis de l'étranger.

## Événements du 26 février 1936
Dans les premières heures du 26 février 1936, environ 1 400 hommes dirigés par de jeunes officiers de l'Armée se déployèrent dans le centre de Tokyo, s'assurant le contrôle des principaux bâtiments gouvernementaux, dont la Diète, le ministère de la Guerre, et le quartier général de la Police Métropolitaine de Tokyo. Le ministre des Finances Korekiyo Takahashi, le garde des Sceaux Saitō Makoto, et l'inspecteur général à l'Éducation militaire, le général Jōtarō Watanabe, furent tués. 
Un groupe d'officiers prit d'assaut le Kantei (résidence du Premier ministre) et essaya de tuer le Premier ministre Keisuke Okada, qui s'échappa quand les rebelles tuèrent par erreur son beau-frère. La résidence du grand chambellan, l'amiral Kantarō Suzuki, fut aussi prise pour cible et il fut grièvement blessé. Les maisons du précédent garde des Sceaux Nobuaki Makino et de l'homme politique Kimmochi Saionji furent aussi attaquées, mais les deux hommes réussirent à s'échapper. Les insurgés essayèrent également de prendre le Palais impérial, mais durent se résoudre à se retirer devant la résistance des gardes impériaux. 
Les rebelles entrèrent en contact avec le ministre de l'Armée Yoshiyuki Kawashima en demandant la dissolution du gouvernement et son remplacement par un nouveau cabinet, dirigé par un général favorable à leurs revendications. Ils déclarèrent combattre, au nom de l'Empereur, contre le gouvernement corrompu qui pensait davantage à s'enrichir qu'à régler les problèmes économiques du pays.
Les autorités militaires furent, dans un premier temps, réticentes à utiliser la force pour réprimer cette révolte, craignant qu'elle ne débouche sur une guerre civile dans la capitale. De plus, de nombreux hauts gradés partageaient le point de vue des rebelles et étaient favorables à leurs revendications. La garnison de Tokyo, en particulier, soutenait la tentative de coup d'État. Cependant, il existait aussi une forte opposition au putsch au sein de l'Armée, incarnée par la Toseiha et la Marine impériale japonaise, qui déploya ses navires dans la baie de Tokyo, plaçant les rebelles à portée de leur artillerie. 
La plus forte opposition vint de l'empereur Showa lui-même, qui fut scandalisé par le meurtre de ses proches conseillers. Lorsque son aide de camp en chef, le général Shigeru Honjō (un temps connu comme un partisan de Sadao Araki, le meneur de la Kōdōha), l'informa de la révolte, l'empereur ordonna immédiatement qu'elle soit matée et qualifia les insurgés de « rebelles » (bôtô). Comme Honjô prenait leur défense, Hirohito répliqua : « Sans nos ordres, des troupes ont été mobilisées. Peu importe comment on les appelle, elles ne sont plus nos troupes. » L'empereur ordonna alors au ministre de l'Armée, Kawashima, de supprimer la rébellion en une heure et demanda des comptes à Honjô toutes les demi-heures.

## Événements du 27 février 1936
Le 27 février 1936, la loi martiale fut déclarée à Tokyo, et des troupes furent appelées en renfort. 
Quand Honjô l'informa que peu de progrès avaient été réalisés, Hirohito s'emporta : « S'il le faut, je prendrai moi-même la tête de la division Konoe et mâterai la rébellion ! »

## Événements du 28 février 1936
Le 28 février 1936, l'empereur signa l'ordre ordonnant à l'armée et à la marine de réprimer la révolte et d'expulser les rebelles de leurs positions. 

## Événements du 29 février 1936
Le 29 février 1936, toujours réticente à utiliser la force contre ses propres hommes, l'armée tenta une campagne de persuasion psychologique, ordonnant aux rebelles d'abandonner leurs positions et de se rendre, faisant circuler des copies de l'ordre impérial, prouvant que l'empereur rejetait le coup d'État. Les officiers rebelles épuisés par ces quatre jours ne firent rien pour empêcher leurs hommes de se rendre, et, à midi, le gros des troupes avait déserté ses postes et était rentré dans ses casernes. Le coup avait échoué. Dans la soirée, deux officiers se firent seppuku plutôt que de se rendre, les autres furent arrêtés.

## Le procès et les conséquences
Le tribunal militaire chargé du procès condamna 19 hommes (dont le philosophe d'extrême-droite Kita Ikki et son disciple Mitsugi Nishida (ja)), à être exécutés et 70 autres furent condamnés à des peines de prison, dont 54 personnes à la prison à perpétuité. Aucun des simples soldats ne fut poursuivi, et la loi martiale resta en vigueur à Tokyo jusqu'au 18 juillet 1936. Plusieurs officiers supérieurs, dont le général Jinzaburō Masaki, furent renvoyés, dégradés ou envoyés en garnison loin de Tokyo.
L'armée profita de la situation pour augmenter son pouvoir politique et la part du budget de la Défense dans le budget de l'État ; elle imposa une plus grande censure et un contrôle plus ferme de l'activité politique des citoyens. Le Premier ministre Okada fut contraint à la démission en mars, et remplacé par Koki Hirota (qui signa plus tard le pacte tripartite d'alliance avec l'Allemagne nazie). Quel que soit le but originel des insurgés, l'incident du 26-Février renforça le militarisme japonais. Il constitua une étape importante dans l'escalade qui allait mener à la seconde guerre sino-japonaise, qui commença l'année suivante.
L'incident du 26-Février a toujours suscité une controverse au Japon, et il a été le sujet de nombreux films et documentaires, ainsi que de célèbres romans comme le Patriotisme de Yukio Mishima, Gekiryu (« Lame de fond ») de Jun Takami, ou encore Kizoku no kaidan (« Le pas des aristocrates ») de Taijun Takeda.
Bien qu'on ne possède pas de preuve de cette affirmation, certains historiens pensent qu'un des frères cadets de Hirohito, le prince Yasuhito Chichibu, était derrière l'incident du 26 février, dans une tentative de récupérer le trône du Japon. Il avait notamment affiché une sympathie ouverte pour les réformistes et, en dépit des ordres de son aîné, regagna Tokyo dès qu'il apprit la nouvelle du soulèvement.
D'autres partisans de la thèse du complot sont allés jusqu'à dire que l'empereur simula la rébellion pour provoquer le sentiment que des mesures devaient être prises pour renforcer la sécurité.
Brian Victoria considère que le jugement a été extrêmement sévère contre les rebelles, en particulier en comparaison avec le traitement antérieur de Nisshō Inoue, car Hirohito et son entourage, d'une part, ont réalisé le risque qu'il aurait pu être remplacé sur le trône par son frère Yasuhito Chichibu et, d'autre part, étaient totalement opposés aux revendications de justice sociale des réformistes.

## Liste des participants
Quel que soit leur camp, les personnes suivantes participèrent activement à l'incident du 26 février :
- Yasuhiko Asaka
- Sadao Araki
- Yasuhito Chichibu
- Hashimoto Kingoro
- Shigeru Honjō
- Kita Ikki
- Yoshiyuki Kawashima
- Fusanosuke Kuhara
- Nobuaki Makino
- Jirō Minami
- Nishida Mitsugi
- Kimmochi Saionji
- Saitō Makoto
- Okada Makoto
- Kantarō Suzuki
- Korekiyo Takahashi
- Hideki Tōjō
- Jōtarō Watanabe

## Filmographie
Le film japonais Hanran: Ni-ni-roku jiken, réalisé en 1954 par Yutaka Abe, raconte l'incident. En 1989, Hideo Gosha réalise sa réadaptation, Quatre Jours de Neige et de Sang.
Le film Coup d’état, réalisé en 1973 par Yoshishige Yoshida évoque ces évènements, principalement à travers le point de vue de Ikki Kita.
Dans Furyo, le Capitaine Yonoi confesse au colonel John Lawrence qu'il aurait fait partie des insurgés s'il n'avait pas été déployé en Mandchourie avant les évènements.
Dans Spy Sorge, le film détaille comment Richard Sorge, sous une couverture de journaliste allemand (et nazi), a pu comprendre les événements et en informer le NKVD.
Dans Le Banquet, Heinosuke Gosho conte les amours impossibles d'une jeune femme et d'un jeune officier idéaliste et nationaliste qui participe au coup d'État du 26 février 1936.

### Sources et bibliographie
L'incident du 26 février 1936 est raconté dans Ishiwara, l'homme qui déclencha la guerre de Bruno Birolli (Armand Colin/Artes éditions).